# Stigmella amuriella
Stigmella amuriella là một loài bướm đêm thuộc họ Nepticulidae. Nó được tìm thấy ở vùng Viễn Đông Nga.